# Hampus Wilhelm Arnell
Hampus Wilhelm Arnell (Härnösands, 2 de agosto de 1848 - Upsala, 18 de diciembre de 1932) fue un naturalista, botánico, pteridólogo, briólogo, y explorador sueco.
Estudió en la Universidad de Upsala. Y allí, desde 1875, fue profesor asociado en botánica; en 1880, titular, retirándose a los 65 años, en 1913. Realizó exploraciones geográficas a regiones del norte de Suecia, hasta el norte de Noruega, Rusia, publicando un gran número de obras, entre los que se pueden mencionar sus estudios de hepáticas, con sistemática y florística. En su tesis, trató de la fenología, ciencia en la que fue uno de los primeros suecos que hicieron estudios profundos.
En 1873, fue Arnell encargado por el Observatorio Meteorológico de la Universidad de Uppsala para organizar las observaciones fenológicas en Suecia. Arnell llevó este trabajo hasta 1881 cuando se hizo cargo de la oficina meteorológica central en Estocolmo.
Como taxónomo, fue autoridad binomial de varios genus, y de muchas especies, dentro de la familia de musgos Grimmiaceae Arnell., y de la familia de hepáticas Calypogeiaceae Arnell.

## Algunas obras
- 1877. Om fenologiska iakttagelser i Sverige. Botaniska Notiser 2: 33-41
- 1923. Vegetationens årliga utvecklingsgång i Svealand [incluye resumen en alemán]. Meddelanden från Statens meteorologisk-hydrografiska anstalt: 2, 1-79
- 2010. De Skandinaviska Lofmossornas Kalendarium. Reimpreso por Kessinger Publ. 134 pp. ISBN 1167762940, ISBN 9781167762949

## Eponimia
Especies de fanerógamas
- (Asteraceae) Hieracium arnellii Dahlst.[5]
- Cyperaceae) Carex arnellii Christ[6]
- Salicaceae) Salix arnellii Lundstr.[7]